# SK Triton
SK Triton är en simklubb i Staffanstorp som grundades år 1963. Klubbens namn kommer från den grekiska mytologin och havsguden Triton. Inom simklubben bedrivs en bred verksamhet av babysim, simskola, motionssim och föreningen lägger även ett stort fokus på en tävlingsinriktad sektion.
SK Triton utför största delen av deras verksamhet på Bråhögsbadet i Staffanstorp. Träningar och tävlingar simmas inomhus i en 25 metersbassäng under våren, hösten och vintern. På sommaren hålls träningar och tävlingar i 50 metersbassängen som är belägen utomhus i anslutning till inomhusanläggningen.
Klubben deltar regelbundet i SM i simning (kortbana), SM i simning (långbana), DM, SUM-SIM (kortbana) och SUM-SIM (långbana).

## Meriter
SK Triton hade stora framgångar under åren 2014 och 2015 då de enligt Svenska simförbundets ranking kammade hem en femte, respektive en fjärdeplats inom kategorin “Bästa simklubb”.
Året 2016 hade klubben tre deltagare vid de Olympiska spelen i Rio i form av Ida Marko-Varga (simmare), Ahmad Attellesey (simmare) och Sven-Bertil Mattsson (tränare).

## Gruppindelning
Babysim är det första steget i Tritons verksamhet, därefter kommer grupperna i följande ordning: minisim, minisköldpaddan, baddaren, sköldpaddan, pingvinen, fisken, hajen, crawl, medley. Klubben har även en mastersgrupp där äldre simmare kan få chansen att träna och tävla. Klubben bedriver även en grupp som kallas vuxencrawl där vuxna kan lära sig att simma, eller att förbättra sin simning.
Tävlingsgrupperna är benämnda genom ett system bestående av “levlar” där grupperna sträcker sig mellan Level 1 till och med level 6. Sedan finns det också en högsta grupp som är benämnd Mästerskapsgruppen, där större delen av klubbens mästerskapssimmare och yttersta elit håller till.

## Framträdande simmare i klubben
- Ida Marko Varga
- Magdalena Kuras